# 花祭 (霜月神楽)

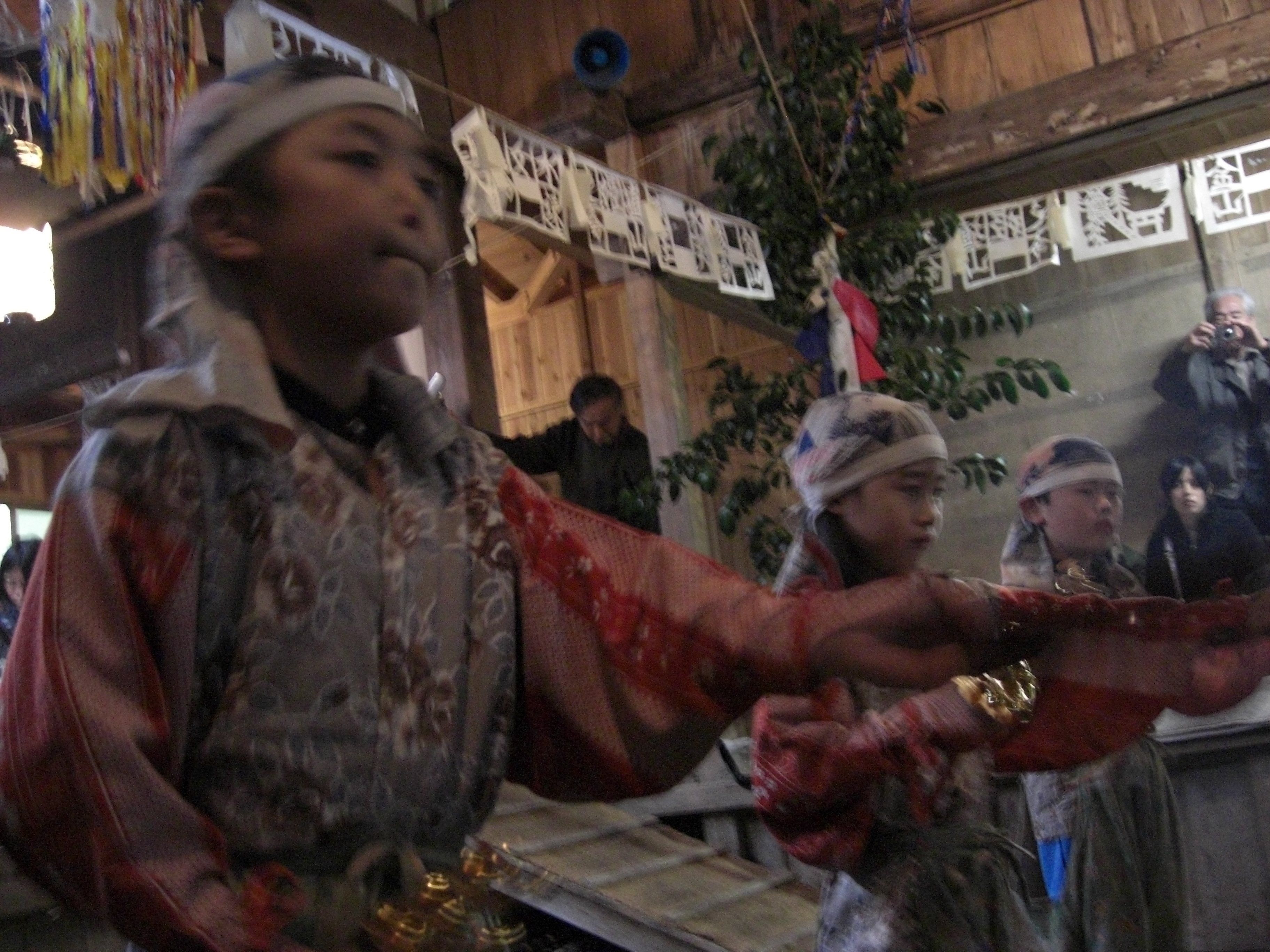
小林の「ちゃつの舞」

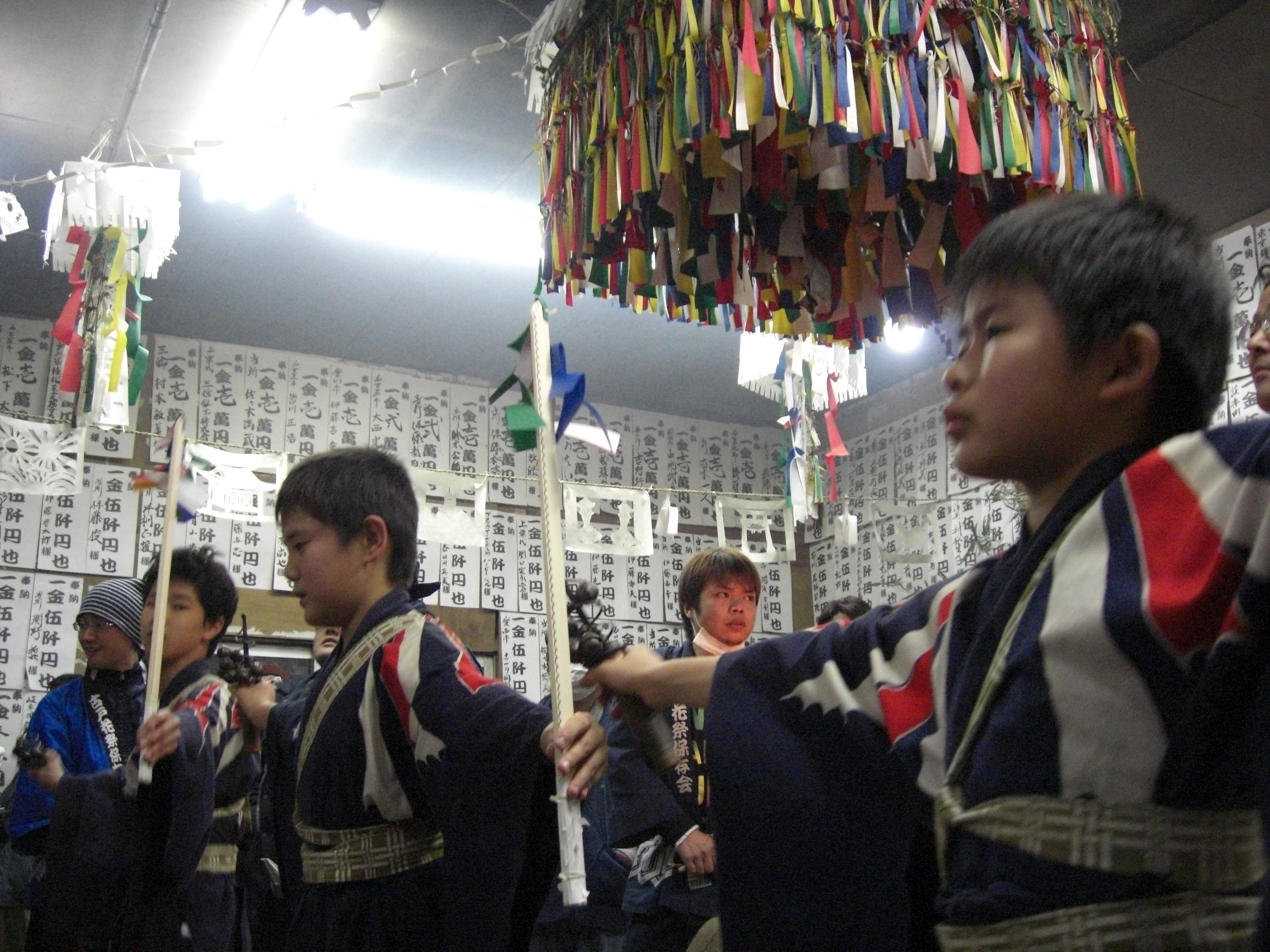
古戸の「三つ舞（やち）」

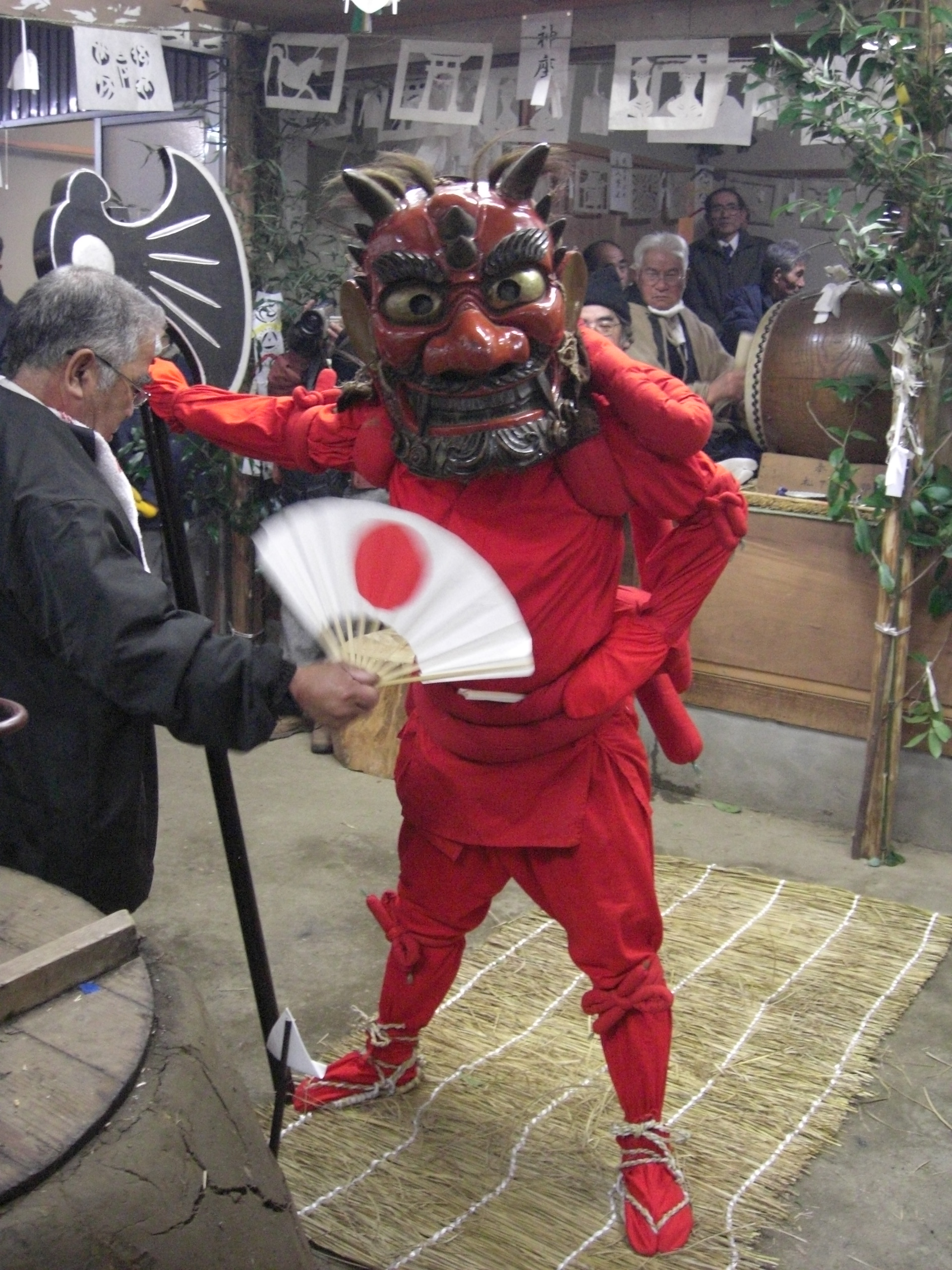
古戸の「榊鬼」

花祭（はなまつり）は、愛知県北設楽郡等に伝承される霜月神楽の総称である。重要無形民俗文化財（北設楽郡のみ）。700年以上にわたって継承されている神事芸能で、清めと湯立てのほか、少年の舞、青年の舞、巨大な鬼面を付けた鬼の舞、等が夜通し行われる。

## 概要
伊勢流神楽（湯立神楽）の流れを汲むとされるが、仏教の修験道、修正会、浄土思想に由来するとも考えられ詳細は不明である。「花祭」の呼称も灌仏会とは無関係で、浄土への転生願望から生まれたものとされるが詳細は不明である。地元の人々は「花祭」を単に「花（はな）」と呼ぶ。明治以降、神仏分離に伴い、仏教色が排除された集落もある。中設楽、河内、間黒、坂宇場地区である。神道形式の「花祭」を「神道花」(しんとうばな)。従来通りの形式ものを「仏花」（ぶつばな）と呼び現在に至る。「てーほへてほへ」の掛け声、「寒い、煙い、眠い」と呼ばれるのが特徴である。
花祭の花とは、かつては穀物の花ともされたが、近年の研究によれば新しい生命を象徴するものであるとされる。

## 霜月神楽とは
霜月神楽は、よく五穀豊穣、村の安泰を祈る祭であると言われるが神招き-神懸かり-神わざ-神返しという古い神祭の基本にのっとって行われている。祭は穢れ衰えた魂にかわって、新しい強力な魂を呼び込む鎮魂（タマシヅメ）の祭である。

旧暦の11月は神や自然が衰弱する時期であり、魂振の儀式などを行って魂の再生・更新を行って新年に備えるために神楽が行われた。その際に熊野の再生儀式であった湯の清まりと忌籠の呪法が取り入れられてそれが湯立として残ったとされている。

## 花祭の次第
祭りの次第は地区によって異なり、祭場の決定はさまざまで、民家を交代で選定するもの、同一の家に定めてあるもの、神社を充てるものもある。近年では公民館や神社での開催が増えている。
花祭の行われる場所は「花宿」と呼ばれ、祭の期間中神々が降臨すると考えられている。
「花宿」は神聖な場所とされ結界として、また神々の依り代として様々な切り紙「草」が飾られる。
花祭に与る者は一般に「舞子」と呼ばれるが、「宮人（みょうど）」と称する、一種祭祀団の形式を多分に有し、禰宜にあたる花太夫（はなだゆう）が統率する。
かつて「花祭」は男の祭りで女性は禁忌され見ているだけであったが、近年は少子化・過疎化のあおりを受け女性も参加している。

## 花祭の流れ
花祭は約10日間にわたり、初めは準備で、当日はまず神下しの式が行なわれ、ついで舞踊、最後に神上げで終る。
舞踊は少青年の与るものと、神々の出現を意味する、すなわち神に扮装するものとがあり、後者は仮面を付ける。
最初に楽器その他の祭具を祝福する舞があり、ついで各種の舞があるが、曲目は楽（太鼓）の舞、笛の舞、撥の舞からはじまり、地固め、市の舞、花の舞、三ツ舞、四ツ舞、湯囃しの舞などであり、地固めの舞以下すべては少青年の与るものであり、執物によって1つの舞がさらに2、3の舞に分かれ、だいたいにおいて年齢によって定められる。
神の出現を意味するものは「山見」、「榊」と称する2つの鬼が中心であり、べつに「お判」と称する眷属が多く出る。
ほかに巫女、翁、禰宜などもあり、舞踊の曲目はだいたい15、6種で、前夜から翌朝まで祭場の中央に大釜を焚き、その周囲で休みなく続けられる。
少青年の舞はいずれも花模様のある上衣に、同じ模様のたっつけをつけ、鬼は槌または鉞を持ち、その仮面は天地1尺以上、1尺5、6寸にも及ぶ巨大なものである。
それらが焚火を囲み、笛、太鼓による囃子に判れて乱舞するさまは真に壮観であり、それに見物の男女が入り乱れ熱狂して冬の夜を明かすという。

## 花祭の実態
昭和56年当時の北設楽花祭保存会長・原田嘉美は、こう述べている「舞ってみなけりゃ　花祭（はな）の良さはわかんね、気分が大事だもんな。昔っからそうだっつ。」。
現地の花祭愛好者は祭の学術的な解釈や仕来たりなどを気にせず、単純に踊るのが楽しいからやっているだけだと言うのである。
村の祭り好きの人たちに自然と伝わる所作、口伝が伝統であり最も重要なこととも述べている。
十数時間、踊り続けることで陶酔感を得られることが、この祭が伝承されてきた鍵である。
そして、学究肌の人に花祭を体系的な知識で探求してもらい、発展伝承の手助けをしてもらいたいとも述べている。

## 舞の種類
1. 楽の舞
2. 市の舞（青年1名）
3. 地固めの舞（13〜18歳、3〜4名）
4. 花の舞（稚児舞、6〜12歳、3〜4名）
5. やまみの舞（鬼面）
6. 三ツ舞（13〜18歳、3名）
7. さかきの舞（鬼面）
8. ひのねぎ・みこの舞（男面・女面）
9. おきなの舞（老人面）
10. 四ツ舞（20〜26歳、4名）
11. 湯ばやしの舞（17〜18歳、4名）
12. 朝おにの舞（鬼面）
13. 獅子舞

その他、鈴の舞、笛の舞い、しきさんば、みかぐら、順の舞、舞上げ、舞おろし、二挺鉾、の内の幾つかを行う地区がある。

## 花祭り日程
開催日は開始日基準、24時間を越える場合のみ翌日表記
| 地区名               | 開催日      | 開始時刻 | 終了時刻   |
| 豊根村               | 豊根村      | 豊根村   | 豊根村     |
| -------------------- | ----------- | -------- | ---------- |
| 三沢（山内）         | 11月第2土曜 | 17：00   | 9：00      |
| 坂宇場               | 11月第4土曜 | 18：00   | 7：00      |
| 下黒川               | 1月2日      | 17：00   | 15：00     |
| 上黒川               | 1月3日      | 17：00   | 12：00     |
| 間黒                 | 1月4日      | 17：00   | 4：00      |
| 設楽町（旧・津具村） |             |          |            |
| 下津具               | 1月2日      | 17：00   | 15：00     |
| 東栄町               |             |          |            |
| 東栄フェスティバル   | 11月3日     | 17：00   | 21：00     |
| 御園                 | 11月第2土曜 | 17：00   | 12：00     |
| 小林                 | 11月第2土曜 | 7：00    | 22：00     |
| 東薗目               | 11月第3日曜 | 9：00    | 23：00     |
| 月                   | 11月22日    | 14：00   | 翌日18：00 |
| 足込                 | 11月第4土曜 | 18：00   | 14：00     |
| 河内                 | 11月第4土曜 | 18：00   | 8：00      |
| 中設楽               | 12月第1土曜 | 13：00   | 翌日18：00 |
| 中在家               | 12月第2日曜 | 8：00    | 22：00     |
| 古戸                 | 1月2日      | 17：00   | 翌日18：00 |
| 下粟代               | 1月第2土曜  | 14：00   | 翌日14：30 |
| 布川                 | 3月第1土曜  | 18：00   | 8：00      |
| 豊橋市               |             |          |            |
| 西幸町               | 1月4日      | 17：00   | 12：00     |
| 東久留米市           |             |          |            |
| 東京花祭り           | 12月第2土曜 | 12：00   | 19：00     |

## 類似の祭礼
類似の祭りは豊根村（旧・富山村）、浜松市北部山間部（浜名区、天竜区）や飯田市、下伊那郡等にもある。1956年から豊橋市で豊橋花祭り（豊根村からの移住者による）、1993年からは東久留米市でも東京花祭り（東栄町から指導者を招聘）が行われるようになった。
※:重要無形民俗文化財
- 遠江のひよんどりとおくない※
  - 寺野のひよんどり（浜松市浜名区）
    - 順の舞を巫女舞に起源通りに改作

  - 川名のひよんどり（浜松市浜名区）
  - 懐山のおくない（浜松市天竜区）
- 川合の花の舞（浜松市天竜区）
- 今田の花の舞（浜松市天竜区）
- 峰の花の舞（浜松市天竜区）
- 坂部の冬祭り（天龍村）※
- 新野の雪祭り（阿南町）※
- 遠山の霜月祭（飯田市）※